# Brad Rowe
Pour les articles homonymes, voir Rowe.
Brad Rowe (né le 15 mai 1970) est un acteur américain qui a commencé sa carrière dans des films comme Invisible Temptation and Billy's Hollywood Screen Kiss (qui a lancé la carrière de Sean Hayes, Jack dans Will et Grace).
Brad Rowe est diplômé de l'Université Wisconsin-Madison. Il a d'abord travaillé comme directeur financier lors de campagnes électorales à Washington, D.C. avant de s'installer à Los Angeles pour se lancer dans l'écriture et être acteur.
Il est marié à Lisa Fiori dont il a eu un garçon, Hopper.

## Carrière
On a pu le voir dans la série télévisée Wasteland ou dans des téléfilms comme Vanished, Lucky 7 et Though None Go with Me. En 2007, il tient le haut de l'affiche du film indépendant Shelter. En 2008, il apparaît dans le documentaire de Tony Zierra, My Big Break qui retrace les débuts de carrières de Brad Rowe, Wes Bentley, Chad Lindberg et Greg Fawcett.

## Filmographie
- 1997 : Clueless : Brian (saison 2 épisode 11)
- 1997 : Pacific Blue : Kyle Cavanaugh (saison 3 épisode 16)
- 1998 : Billy's Hollywood Screen Kiss : Gabriel
- 1999 : Christina's House : Howie
- 1999 : Wasteland : Tyler "Ty" Swindell (saison 1)
- 2001 : Nailed : Jeff Romano
- 2001 : According to Spencer (en) : Craig
- 2001 : Au-delà du réel, l'aventure continue : Daniel (saison 7 épisode 3)
- 2002 : Full Frontal : Sam Osbourne
- 2002 : Leap of Faith : Dan Murphy (saison 1)
- 2003 : Fish Without a Bicycle : Danny
- 2003 : L'homme de ma vie (en) (Lucky seven) : Daniel McCandles
- 2003 : Certainly Not a Fairytale (court-métrage) : Homme Ken #1
- 2003-2005 : Missing : disparus sans laisser de trace : Jack Burgess (saisons 1, 2, 3)
- 2005 : Roman noir : Mélodie pour un meurtre (TV, 2005) : Jason
- 2005 : The Closer : L.A. Enquêtes prioritaires : Dean Kingsley (saison 1 épisode 2)
- 2005 : Les Experts : Miami : Stephen Rowe (saison 4 épisode 18)
- 2006 : Toute une vie à aimer (TV) Ben Phillips jeune
- 2006 : Disparition sous les tropiques (Vanished) (TV) : Jake
- 2006 : Esprits criminels : Tony Canardo (saison 2 épisode 3)
- 2007 : Shelter : Shaun
- 2007 : Benjamin Gates et le Livre des secrets : Agent Hopper
- 2007 : How I Met Your Mother : George (saison 3 épisode 3)
- 2007 : Ghost Whisperer : Hugh Bristow (saison 2 épisode 12)
- 2008 : Whore : John
- 2008 : For Better or For Worse : ????
- 2008 : Mentalist : Marco Francis (saison 1 épisode 7)
- 2008 : Cold Case : affaires classées : Cyrus Brill 2008 (saison 6 épisode 8)
- 2009 : Championnes à tout prix : Joe (saison 1 épisode 9)
- 2011 : God Bless America : Angry Tea Bagger
- 2011 : Un mariage en cadeau (A Christmas Wedding Tail) (TV) : Jake
- 2011 : Un amour ne meurt jamais (Your love never fails) (TV) : Dylan
- 2013 : Froid comme la vengeance (The Contractor) (TV) : Paul Chase
- 2013 : La magie de Noël : (directement pour la TV) : Fred Olen Ray